# Birac-sur-Trec
Birac-sur-Trec é uma comuna francesa na região administrativa da Nova Aquitânia, no departamento Lot-et-Garonne. Estende-se por uma área de 14,45 km². Em 2010 a comuna tinha 854 habitantes (densidade: 59,1 hab./km²).